# Scott Carson
Scott Paul Carson (nascut el 3 de setembre de 1985) és un jugador professional de futbol anglès que juga al Manchester City com a porter.